# Хроматит
Хроматит (рос. chromatite; нім. Chromatit m) — мінерал, складний оксид кальцію і хрому.
Назва — за хімічним складом, Ф. Дж. Екхардт і В. Хеймбах (E.J.Eckhardt, W.Heimbach), 1963.

## Опис
Хімічна формула: Ca[CrO4].
Сингонія тетрагональна. Дитетрагонально-дипірамідальний вид. Утворює дрібнокристалічні кірки, натеки. Спайності не має. Ізотипний з цирконом. Колір лимонно-жовтий.

## Поширення
Знайдений разом з ґіпсом на стінках тріщин у вапняках і мергелях у долині р. Йордан (Йорданія).